# Georg Höltker
Georg Höltker SVD (* 22. Mai 1895 in Ahaus; † 22. Januar 1976 in Troisdorf) war ein deutscher Priester, Missionar und Ethnologe.

## Leben
Er besuchte die Volksschule in  Neuenkirchen  im Münsterland und arbeitete für ein Jahr in einer Fabrik. Ab 1910 besuchte er das Missionsgymnasium der Steyler Missionare in Steyl. Nach dem Militärdienst an der Westfront trat er 1919 in das Noviziat der Steyler Missionare in Sankt Augustin ein. Nach dem Studium im Missionshaus St. Gabriel wurde er am 13. Mai 1925 zum Priester geweiht. 1926 war er Gasthörer an der Universität Wien. Von 1927 bis 1929 war er Gasthörer an der Friedrich-Wilhelms-Universität Berlin bei Konrad Theodor Preuss, Walter Lehmann und Richard Thurnwald. Gleichzeitig war Höltker Kaplan in Neukölln. 1930 zog er wieder nach Mödling. Nach der Promotion (Die Familie bei den Azteken in Altmexiko. Eine ethnologische, soziologische Studie) in Wien 1930 war er am Museo Missionario-Etnologico im Lateran tätig. Er wurde 1932 Hauptredakteur der Zeitschrift Anthropos. Von 1936 bis 1939 führte er Feldforschungen an der Nordost-Küste Neuguineas durch. Er lehrte von 1943 bis 1953 am Basler Tropeninstitut Ethnologie. 1948 wurde er zum außerordentlichen Professor für Völkerkunde an der Universität Fribourg ernannt. Er wurde 1954 Lehrer am Gymnasium Marienburg. Von 1960 bis 1969 lehrte er als Ethnologieprofessor am Missionspriesterseminar St. Augustin. Für seinen Beitrag zur Erforschung Neuguineas erhielt er 1965 das Bundesverdienstkreuz Erster Klasse. Er starb im Krankenhaus Troisdorf und wurde Tage später auf dem Friedhof des Missionspriesterseminars in Sankt Augustin beigesetzt.

## Werke (Auswahl)
- Die Familie bei den Azteken in Altmexiko. In: Anthropos 25,3/4 (1930) S. 465–526, ISSN 0257-9774 (zugleich Dissertation, Wien 1930).